# Ольховка (приток Северной Двины)
Ольхо́вка — река в России, протекает в Виноградовском районе Архангельской области. Вытекает из озера Круглое. Впадает в реку Северную Двину в 353 км от её устья по правому берегу, в районе деревни Осиново. Длина реки составляет 11 км.

## Данные водного реестра
По данным государственного водного реестра России относится к Двинско-Печорскому бассейновому округу, водохозяйственный участок реки — Северная Двина от впадения реки Вага и до устья, без реки Пинега, речной подбассейн реки — Северная Двина ниже места слияния Вычегды и Малой Северной Двины. Речной бассейн реки — Северная Двина.
Код объекта в государственном водном реестре — 03020300412103000032600.